# Krata (budownictwo)

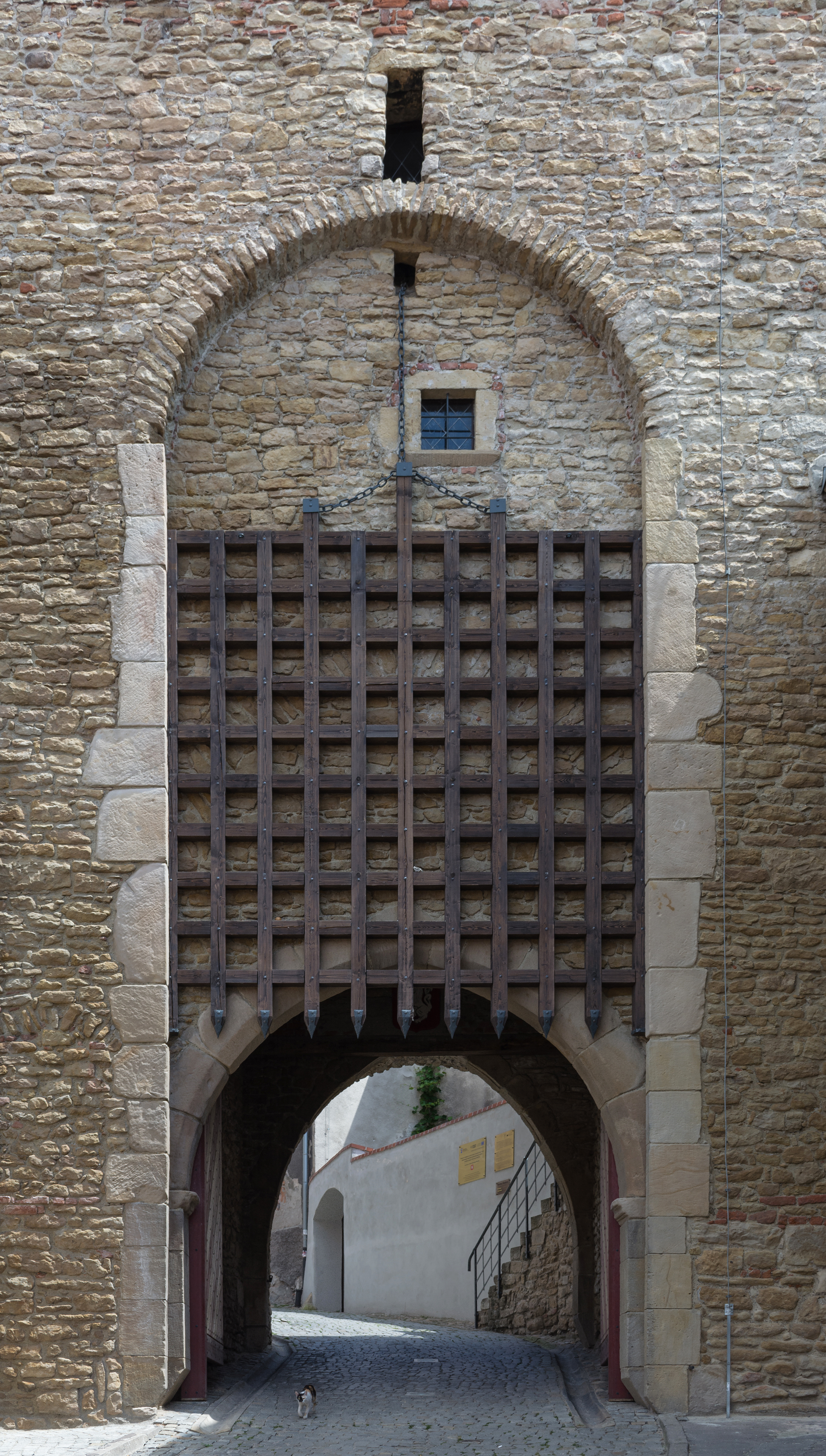
Brona w Bramie Wodnej w Bystrzycy Kłodzkiej

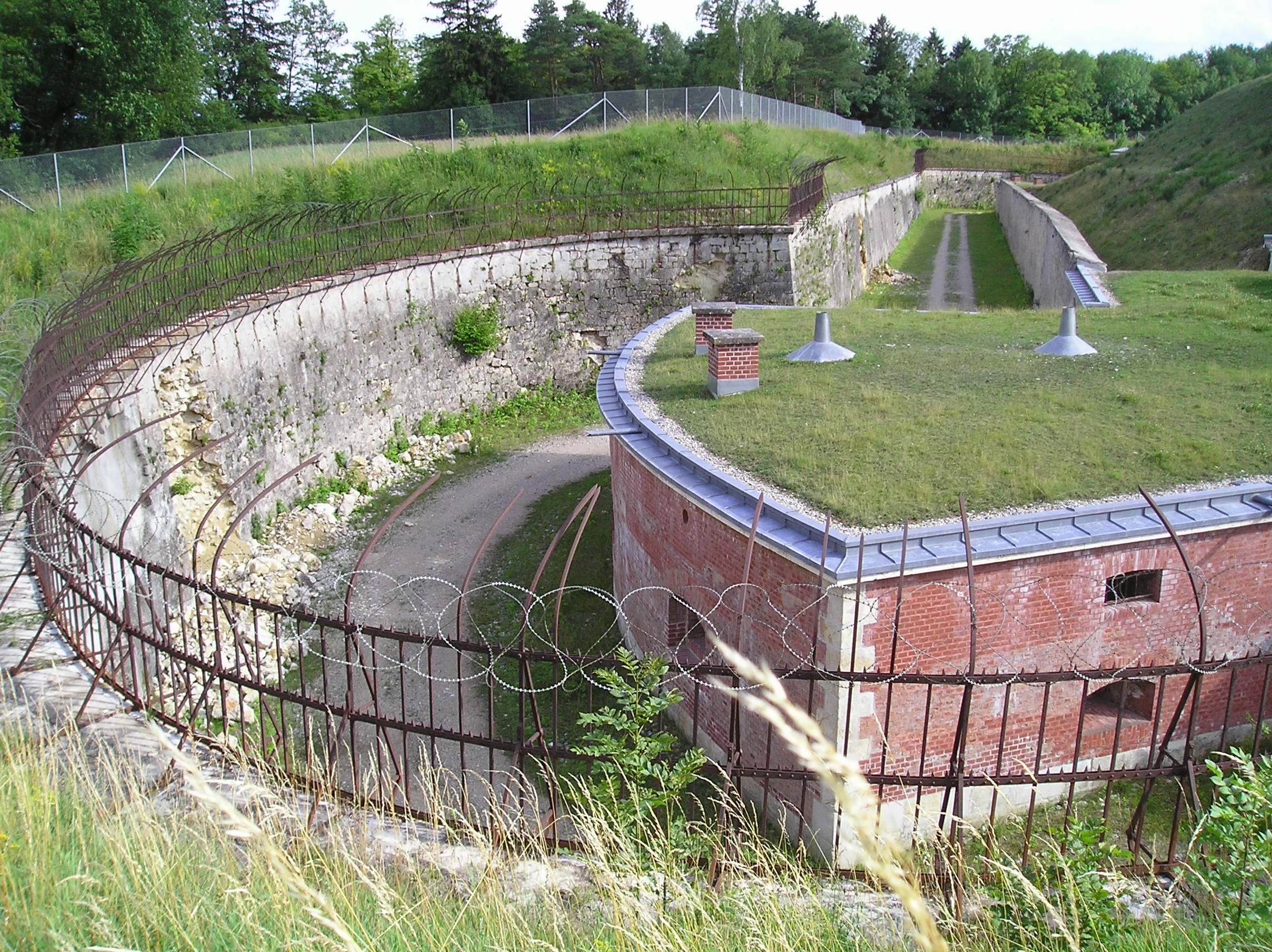
Krata forteczna zabezpieczająca suchą fosę przed wtargnięciem nieprzyjaciela, po prawej kaponiera

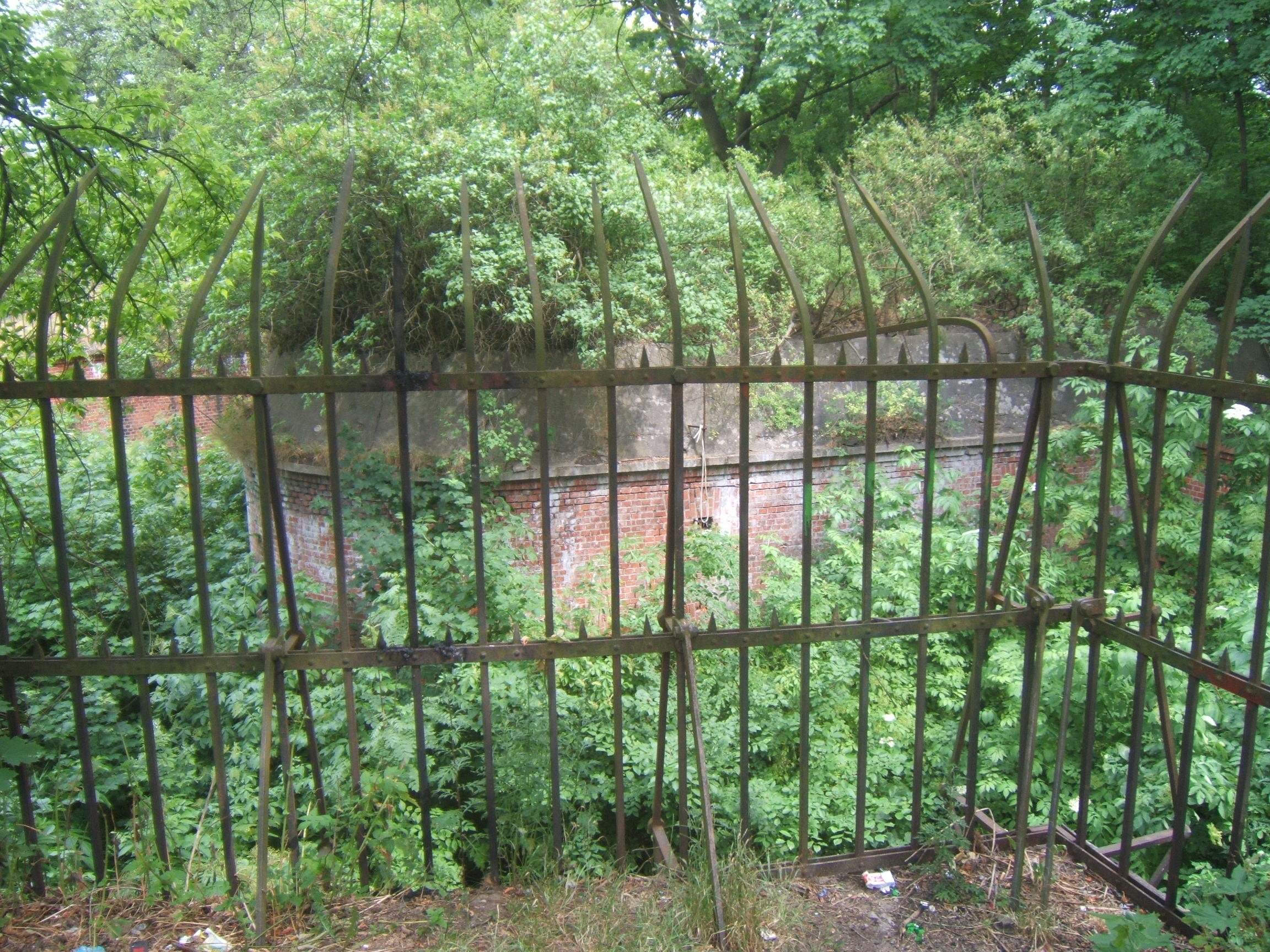
Krata forteczna

Krata – ażurowe zamknięcie otworu (wejściowego, okiennego) lub rodzaj ogrodzenia konkretnej przestrzeni wewnątrz lub na zewnątrz budowli.
Krata jest rodzajem konstrukcji wykonanej najczęściej z kutych prętów lub prefabrykowanych kształtowników. Kraty mają na celu utrudnienie dostępu osobom niepożądanym. Mogą spełniać także funkcje ozdobne. 
Istnieje wiele zasad dotyczących właściwej konstrukcji krat tak, by skutecznie uniemożliwiały one dostęp lub wydostanie się na zewnątrz (np. w więzieniach).

## Zastosowanie
Kraty stosuje się do:
- w średniowieczu - wykonania tzw. bron;
- wykonania przęseł, bram i furtek w ogrodzeniu;
- zabezpieczenia otworów w budynku - okien i drzwi;
- zabezpieczenia otworów w posadzce, nawierzchni;
- wykonania pomostów w zakładach przemysłowych.

## Krata forteczna
W fortyfikacji kraty forteczne to zapory mocowane na własnym fundamencie, o rozmaitych funkcjach:
- zamykające dostęp do suchej fosy (od jej końca) lub umieszczane na jej dnie, wzdłuż linii obrony;
- montowane na murze przeciwskarpy, skośnie lub poziomo nad fosą; tak umieszczone kraty wykorzystywano też jako podstawy do aranżowania maskowania;
- umieszczane nad strzelnicami, by je ochronić przed osypującą się z góry ziemią;
- zamykające dowolny otwarty fragment obwodu obronnego[1].